# Golfpokal 2017

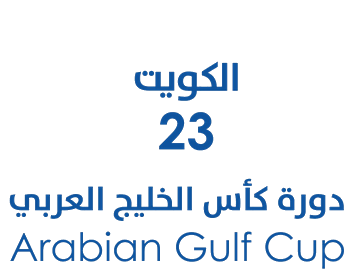
Golfpokal 2017 Logo

Der 23. Golfpokal, ein Fußballwettbewerb zwischen den arabischen Anrainerstaaten des persischen Golfes, fand vom 22. Dezember 2017 bis 5. Januar 2018 in Kuwait, Emirat Kuwait, statt. Insgesamt nahmen acht Mannschaften teil.

## Spielstätten
| Kuwait                               | Kuwait               |
| ------------------------------------ | -------------------- |
| Jaber al-Ahmad International Stadium | Al-Kuwait SC Stadium |
| Kapazität: 65.000                    | Kapazität: 18.500    |
|                                      |                      |

## Teilnehmer
An der Endrunde nahmen folgende acht Mannschaften teil:
| - Irak - Bahrain - Katar (als Titelverteidiger) - Oman | - Kuwait (als Gastgeber) - Saudi-Arabien - Vereinigte Arabische Emirate - Jemen |

## Modus
Die acht Mannschaften wurden in zwei Gruppen mit jeweils vier Mannschaften eingeteilt. Die beiden Gruppenersten und -zweiten qualifizierten sich für die nächste Runde. Anschließend wurde im K.-o.-System gespielt.

## Spielergebnisse

### Gruppe A
| Pl. | Land          | Sp. | S | U | N | Tore    | Diff. | Punkte |
| --- | ------------- | --- | - | - | - | ------- | ----- | ------ |
| 1.  | Oman          | 3   | 2 | 0 | 1 | 003:100 | +2    | 06     |
| 2.  | V.A.E.        | 3   | 1 | 2 | 0 | 001:000 | +1    | 05     |
| 3.  | Saudi-Arabien | 3   | 1 | 1 | 1 | 002:300 | −1    | 04     |
| 4.  | Kuwait        | 3   | 0 | 1 | 2 | 001:300 | −2    | 01     |

|                                |   |               |           |
| 22. Dezember 2017 um 18:30 Uhr |   |               |           |
| Kuwait                         | – | Saudi-Arabien | 1:2 (0:1) |
| 22. Dezember 2017 um 21:00 Uhr |   |               |           |
| Oman                           | – | V.A.E.        | 0:1 (0:1) |
| 25. Dezember 2017 um 17:30 Uhr |   |               |           |
| V.A.E.                         | – | Saudi-Arabien | 0:0       |
| 25. Dezember 2017 um 20:00 Uhr |   |               |           |
| Kuwait                         | – | Oman          | 0:1 (0:0) |
| 28. Dezember 2017 um 18:30 Uhr |   |               |           |
| Saudi-Arabien                  | – | Oman          | 0:2 (0:0) |
| Kuwait                         | – | V.A.E.        | 0:0       |

### Gruppe B
| Pl. | Land    | Sp. | S | U | N | Tore    | Diff. | Punkte |
| --- | ------- | --- | - | - | - | ------- | ----- | ------ |
| 1.  | Irak    | 3   | 1 | 2 | 0 | 006:200 | +4    | 05     |
| 2.  | Bahrain | 3   | 1 | 2 | 0 | 003:200 | +1    | 05     |
| 3.  | Katar   | 3   | 1 | 1 | 1 | 006:300 | +3    | 04     |
| 4.  | Jemen   | 3   | 0 | 0 | 3 | 000:800 | −8    | 0      |

|                                |   |         |           |
| 23. Dezember 2017 um 17:30 Uhr |   |         |           |
| Katar                          | – | Jemen   | 4:0 (3:0) |
| 23. Dezember 2017 um 20:00 Uhr |   |         |           |
| Bahrain                        | – | Irak    | 1:1 (0:0) |
| 26. Dezember 2017 um 17:30 Uhr |   |         |           |
| Jemen                          | – | Bahrain | 0:1 (0:1) |
| 26. Dezember 2017 um 20:00 Uhr |   |         |           |
| Irak                           | – | Katar   | 2:1 (1:1) |
| 29. Dezember 2017 um 18:30 Uhr |   |         |           |
| Katar                          | – | Bahrain | 1:1 (1:0) |
| Irak                           | – | Jemen   | 3:0 (0:0) |

## Finalrunden

### Halbfinale
|                                                        |   |         |                      |
| 2. Januar 2018 im Jaber al-Ahmad International Stadium |   |         |                      |
| Oman                                                   | – | Bahrain | 1:0 (1:0)            |
| 2. Januar 2018 im Jaber al-Ahmad International Stadium |   |         |                      |
| Irak                                                   | – | V.A.E.  | 0:0 n. V., 2:4 i. E. |

- Schiedsrichter:  Hettikamkanamge Perera und  Aziz Asimov

### Finale
| Oman                                                            | Oman | Vereinigte Arabische Emirate | Vereinigte Arabische Emirate |
| --------------------------------------------------------------- | --- | --- | ---------------------------- |
| Oman                                                            | \| Finale \| \| 5. Januar 2018 in Kuwait (Jaber al-Ahmad International Stadium) \| \| Ergebnis: 0:0 n. V., 5:4 i. E. \| \| Schiedsrichter: Ali Shaban ( Kuwait) \| \| Spielbericht \| | \| Finale \| \| 5. Januar 2018 in Kuwait (Jaber al-Ahmad International Stadium) \| \| Ergebnis: 0:0 n. V., 5:4 i. E. \| \| Schiedsrichter: Ali Shaban ( Kuwait) \| \| Spielbericht \| | Vereinigte Arabische Emirate |
| Oman                                                            | Faiz al-Rushaidi – Ali al-Busaidi, Saad al-Mukhaini, Ahmed Mubarak, Fahmi Durbin, Mohsin al-Khaldi, Mohammed al-Musalami, Harib al-Saadi, Jameel al-Yahmadi (79. Said al-Ruzaiqi), Raed Ibrahim Saleh (111. Mahmood al-Mushaifri), Khalid al-Hajri (118. Abdul Aziz al-Muqbali) Cheftrainer: Pim Verbeek ( Niederlande) | Khalid Eisa – Mohammed al-Menhali, Mohanad Salem, Khalifa Mubarak (54. Ahmed Barman), Mohamed Ahmed, Khamis Esmaeel (110. Mohamed Abdulrahman), Ismail Ahmed, Ali Salmeen, Ahmed al-Attas (64. Ismail al-Hammadi), Ali Mabkhout, Omar Abdulrahman Cheftrainer: lberto Zaccheroni ( Italien) | Vereinigte Arabische Emirate |
| Oman                                                            | Elfmeterschießen | | Vereinigte Arabische Emirate |
| Oman                                                            | 1:1 al-Muqbali 2:2 al-Mukhaini 3:3 Mubarak 4:4 al-Ruzaiqi 5:4 al-Khaldi | 0:1 Mabkhout 1:2 Barman 2:3 I. Ahmed 3:4 al-Menhali 4:4 O. Abdulrahman | Vereinigte Arabische Emirate |
| Oman                                                            | Khalid al-Hajri (44.), Mohammed al-Musalami (89.) | Omar Abdulrahman (42.) | Vereinigte Arabische Emirate |
| Oman                                                            | Omar Abdulrahman (90.+1′) | | Vereinigte Arabische Emirate |
| Finale                                                          | | |                              |
| 5. Januar 2018 in Kuwait (Jaber al-Ahmad International Stadium) | | |                              |
| Ergebnis: 0:0 n. V., 5:4 i. E.                                  | | |                              |
| Schiedsrichter: Ali Shaban ( Kuwait)                            | | |                              |
| Spielbericht                                                    | | |                              |

## Schiedsrichter
- Ali Abdulnabi
- Ali Sabah
- Saoud al-Athbah
- Omar al-Yaqoubi
- Sultan al-Harbi
- Hettikamkanamge Perera
- Aziz Asimov
- Ammar al-Jeneibi